# Lydoceras
Lydoceras là một chi bọ cánh cứng trong họ Meloidae.
Chi này được miêu tả khoa học năm 1870 bởi Marseul.

## Các loài
Các loài trong chi này gồm:
- Lydoceras fasciata (Fabricius, 1775)
- Lydoceras flavosellata (Fairmaire, 1887)
- Lydoceras lictor (Gerstaecker, 1884)
- Lydoceras stanleyana (Duvivier, 1890)